# 周名江
周名江（1944年—），汉族，中华人民共和国政治人物、第十一届全国政协委员。
加入中国民主同盟，担任中国科学院海洋研究所研究员、全国赤潮研究计划科学指导委员会委员。2008年，当选第十一届全国政协委员，代表中国科学技术协会，分入第二十三组。并担任人口资源环境委员会专委。